# Jack Gaughan Award
Der Jack Gaughan Award oder oft einfach Gaughan Award ist ein amerikanischer Kunstpreis, der seit 1986 von der New England Science Fiction Association an junge Künstler aus dem Bereich der Science-Fiction verliehen wird.
Die Preisträger werden durch eine aus drei Personen bestehende Jury bestimmt. Im Jahr 2019 waren das Patrick Wilshire, Maryanne Plumridge und Stephen Hickman.
Der Name des Preises ehrt das Andenken des 1985 verstorbenen Science-Fiction-Künstlers und -Illustrators Jack Gaughan.
Bisherige Preisträger waren:
- 1986 Stephen Hickman
- 1987 Val Lakey Lindahn
- 1988 Bob Eggleton
- 1989 Dell Harris
- 1990 Richard Hescox
- 1991 Keith Parkinson
- 1992 Jody Lee
- 1993 Nicholas Jainschigg
- 1994 Dorian Vallejo
- 1995 Bruce Jensen
- 1996 Charles Lang
- 1997 Lisa Snellings
- 1998 Donato Giancola
- 1999 Brom
- 2000 Stephen Daniele
- 2001 Mark Zug
- 2002 Terese Nielsen
- 2003 Martina Pilcerova
- 2004 Justin Sweet
- 2005 Adam Rex
- 2006 Scott M. Fischer
- 2007 Daniel Dos Santos
- 2008 Shelly Wan
- 2009 Eric Fortune
- 2010 Tyler Jacobson
- 2011–2013 nicht vergeben
- 2014 Sam Burley
- 2016 Tommy Arnold
- 2017 Kirbi Fagan
- 2018 Alessandra Maria Pisano
- 2019 Nicolas Delort
- 2020 Iris Compiet
- 2021 Hilary Clarcq